# سمية البوغافرية
تميمونت بنموساتي والمعروفة بسمية البوغافرية هي قاصة وروائية وكاتبة مغربية أمازيغية، تنحدر من بني بوغافر بإقليم الناظور، حاصلة على شهادة الباكالوريا علوم تجريبة سنة 1989م، وعلى الإجازة في الحقوق من جامعة صنعاء باليمن عام 1995م، وعضو في اتحاد الكتاب العرب.

## حياتها
كانت البوغافرية عضو في اتحاد الكتاب العرب وحازت على عدد من التكريمات، وقامت بأبحاث جامعية زادت عن الخمسين،[بحاجة لمصدر] في أسلاك الإجازة والماستر والدكتوراه، بجامعات الرباط وبني ملال والناظور ووجدة، وجامعتين بالجزائر هما مستغانم وبرج بوعريريج، تُرجم عملان لها إلى اللغتين الإسبانية والإنجليزية، عن دار أبجد للترجمة والنشر بالعراق. تزوجت بالحسن بنموساتي القنصل العام للمملكة المغربية بوهران، وأنجبت منه صلاح الدين وسليم وسهيل.

## أعمالها
من أعمالها:
- «أجنحة صغيرة» (قصص قصيرة)، عن دار سندباد بالقاهرة عام 2009م.
- «رقص على الجمر» (قصص قصيرة)، عن دار الينابيع بدمشق عام 2010م.
- «زليخة» (رواية)، عن دار سندباد بالقاهرة عام 2011م.
- «أقواس» (قصص قصيرة جدا)، عن دار التكوين بدمشق عام 2012م.
- «نهر الصبايا» (رواية)، عن دار الوطن المغربية عام 2014م.
- «قمر الريف» (رواية)، عن دار المناهل المغربية عام 2014م.
- «عصيان أبيض» (قصص قصيرة جدا)، عن مطبعة فاس عام 2015م بدعم من وزارة الثقافة المغربية.
- «عاشقة اللبن» (رواية)، عن طوب بريس المغربية عام 2015م.
- «علاء الدين والحاسوب السحري» (رواية للأطفال)، عن دار أبي رقراق عام 2015م.
- «الإمبراطور شمسون والزهرة العجيبة» (رواية للأطفال)، عن دار أبي رقراق عام 2015م.
- «الأمير المفقود» (رواية للأطفال)، عن دار طوب بريس المغربية عام 2016م.
- «الطفل الطائر» (قصص للأطفال)، عن دار طوب بريس المغربية عام 2016م.
- «صوصو يهجر القفص» (40 قصة للأطفال الصغار)، عام 2016م.
- «أطياف ميشيل» (رواية)، من إصدار دار طوب بريس بدعم من وزارة الثقافة عام 2016م.

## الجوائز
كُرّمت في مهرجان الناظور للقصة القصيرة جدًا في دورته الثانية عام 2013م والتي سميت «دورة سمية البوغافرية». حصلت على شهادة تقديرية في مسابقة العنقاء الذهبية الدولية لأجمل كتاب عام 2016م عن روايتها «نهر الصبايا» بالعراق، وحصلت على جائزة دار قلمي المصرية في نفس السنة عن مجموعتها القصصية «صرخة الفجر»، واحتفي بها في ندوة نادي القصة الموريتاني التي نظمتها وزارة الثقافة الموريتانية سنة 2017م.

## وفاتها
توفيت سمية البوغافرية يوم الأربعاء 15 سبتمبر 2021م، في باريس بمستشفى روني هونغن التابع لمعهد ماري كوري المتخصص في الأورام، بعد معاناة طويلة مع المرض، ودفنت يوم الخميس 23 سبتمبر 2021م بمقبرة الناظور، مباشرة بعد إقامة صلاة الجنازة بعد صلاة الظهر بمسجد بلال بحي أولاد ميمون بمدينة الناظور.